# 逆瀬川駅
逆瀬川駅（さかせがわえき）は、兵庫県宝塚市逆瀬川二丁目にある、阪急電鉄今津線の駅。駅番号はHK-27。

## 歴史
- 1921年（大正10年）9月2日：阪神急行電鉄（現在の阪急電鉄）西宝線の宝塚駅 - 西宮北口駅間開業と同時に開設[3]。
- 1926年（大正15年）12月18日：西宝線が今津線に改称[3]。
- 1986年（昭和61年）9月14日：橋上駅舎化[4]。
- 2013年（平成25年）12月21日：駅ナンバリング(HK-27)が導入される[5][6]。

## 駅構造
相対式ホーム2面2線を有する地上駅で、1987年（昭和62年）に宝塚市の駅前再開発事業により橋上駅舎が竣工した。分岐器や絶対信号機を持たないため、停留所に分類される。橋上駅舎の2階に窓口、自動券売機、改札口、売店、コンビニエンスストア、トイレが集まっている。ホームと改札内コンコース、改札外コンコースと出入口をそれぞれ連絡するエスカレーター・エレベーターが設置されている。ホーム有効長は1号線が6両、2号線が8両。

### のりば
| 号線 | 路線    | 方向 | 行先                                         |
| ---- | ------- | ---- | -------------------------------------------- |
| 1    | ■今津線 | 下り | 宝塚・川西能勢口・中山観音・清荒神・箕面方面 |
| 2    | ■今津線 | 上り | 西宮北口・大阪・神戸・今津方面               |

※実際には構内にのりば番号表記はないが、スマートフォン向けアプリ「阪急沿線ナビ TOKKアプリ」の発車案内機能では、宝塚方面が1号線、西宮北口方面が2号線と表示されている。

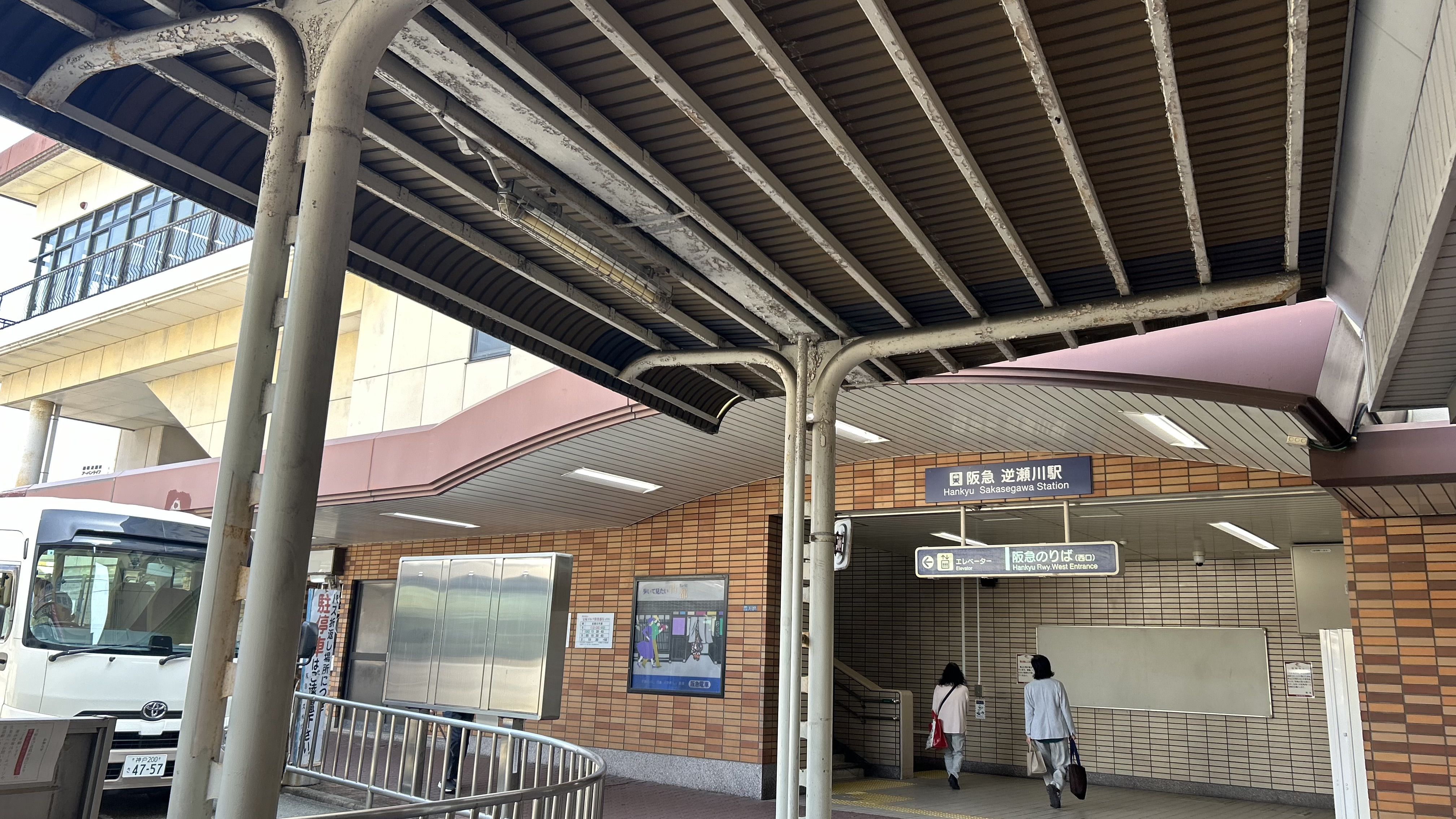
西口
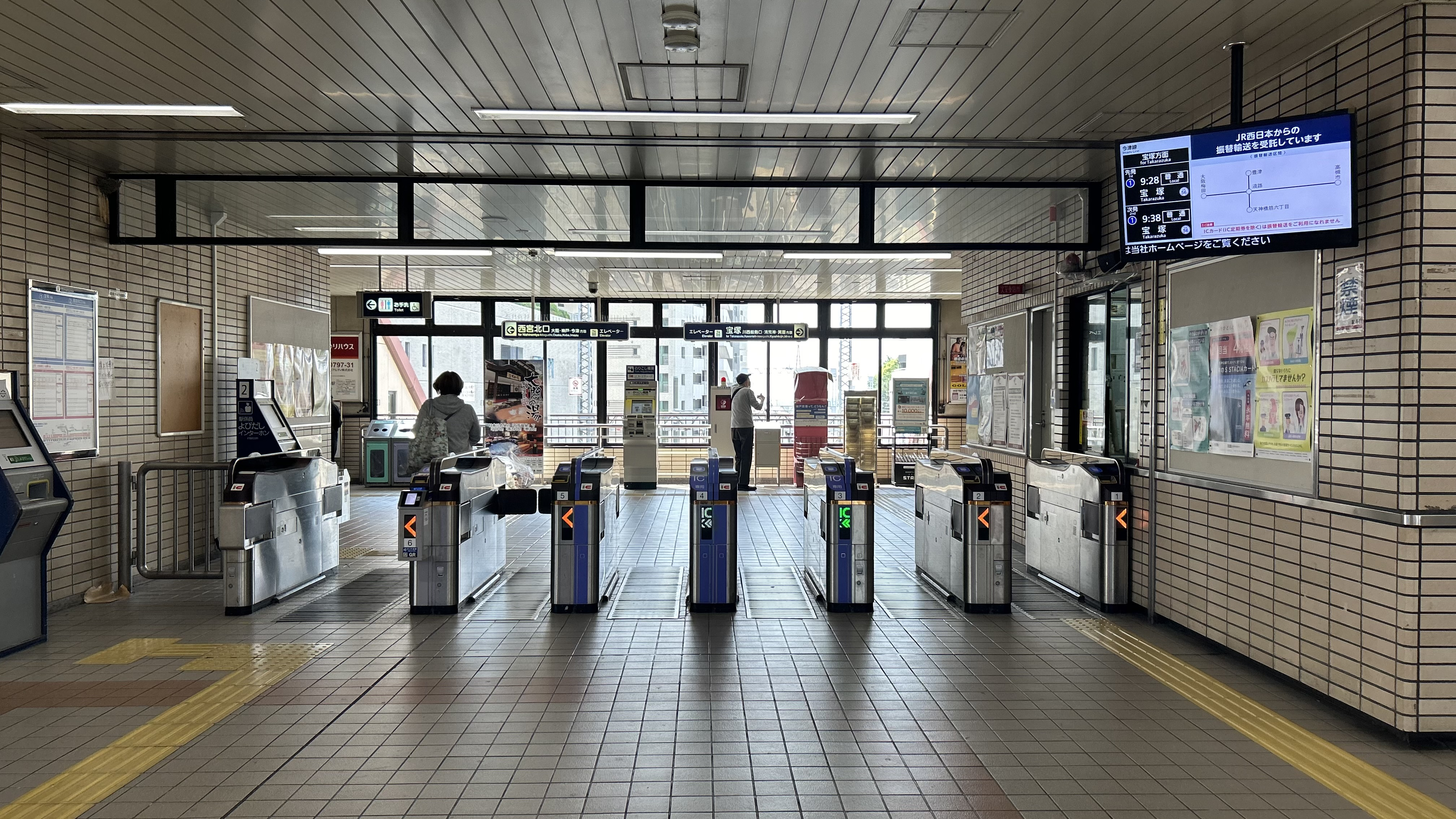
改札口
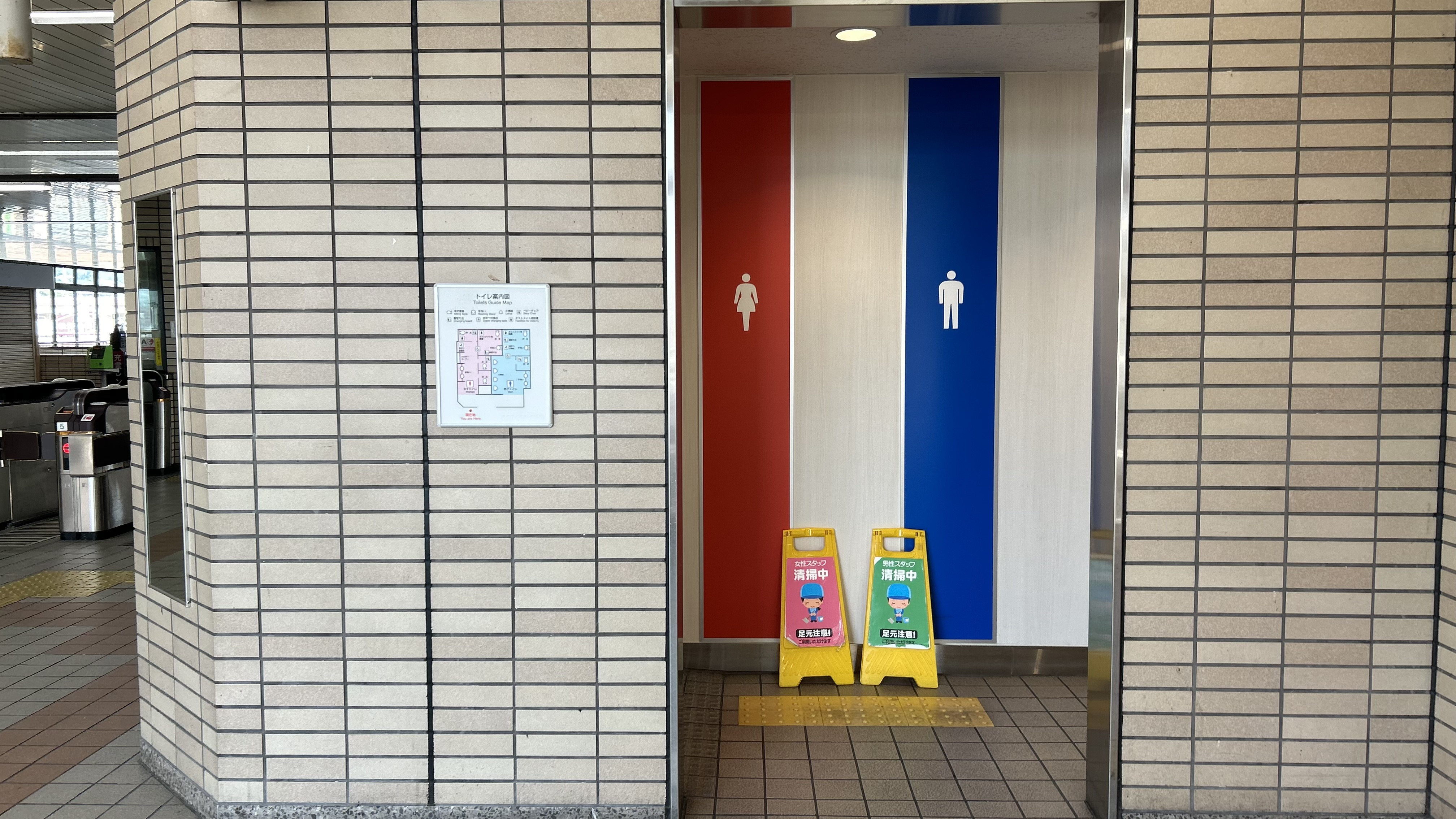
トイレ
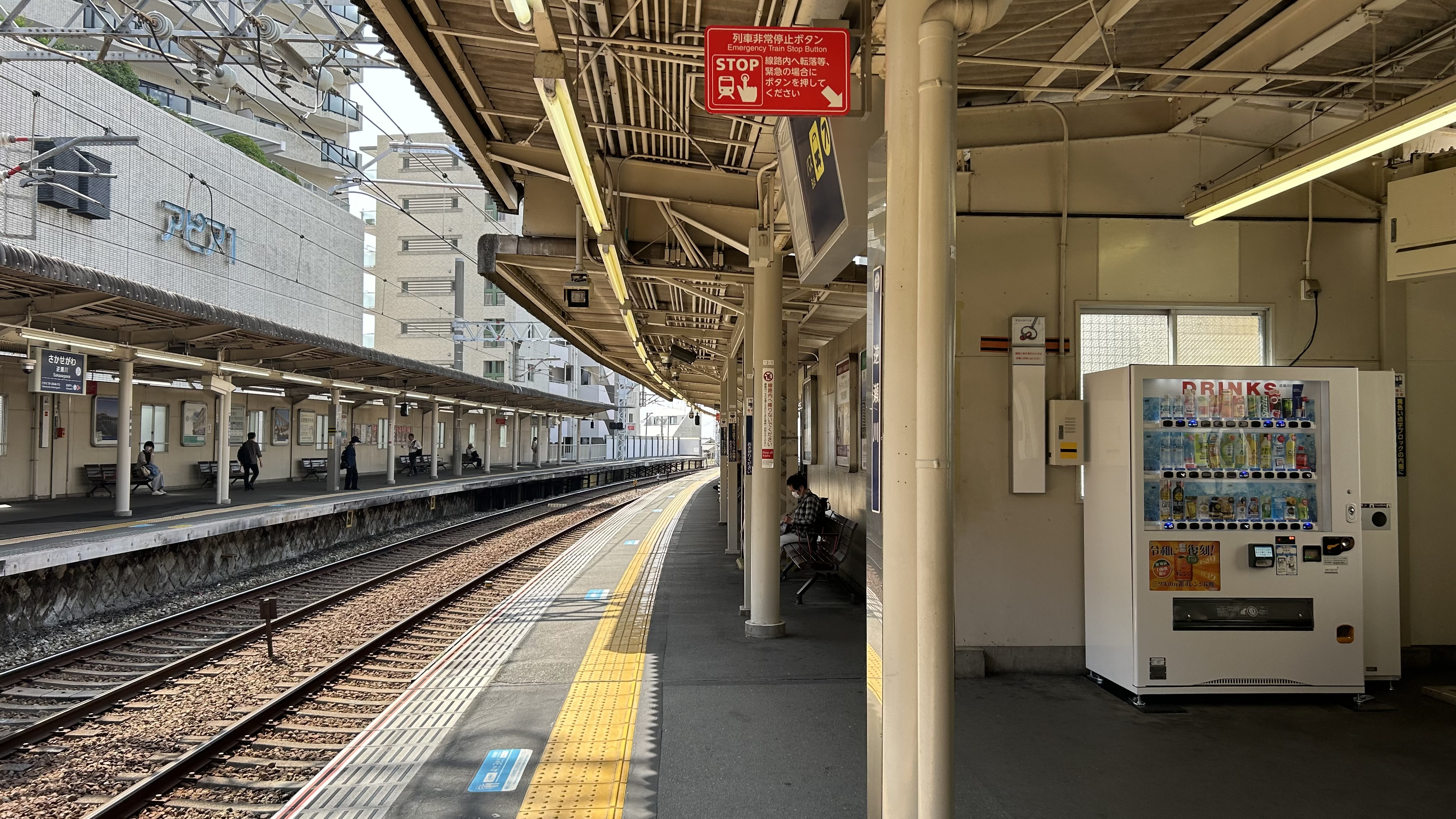
宝塚方面ホーム
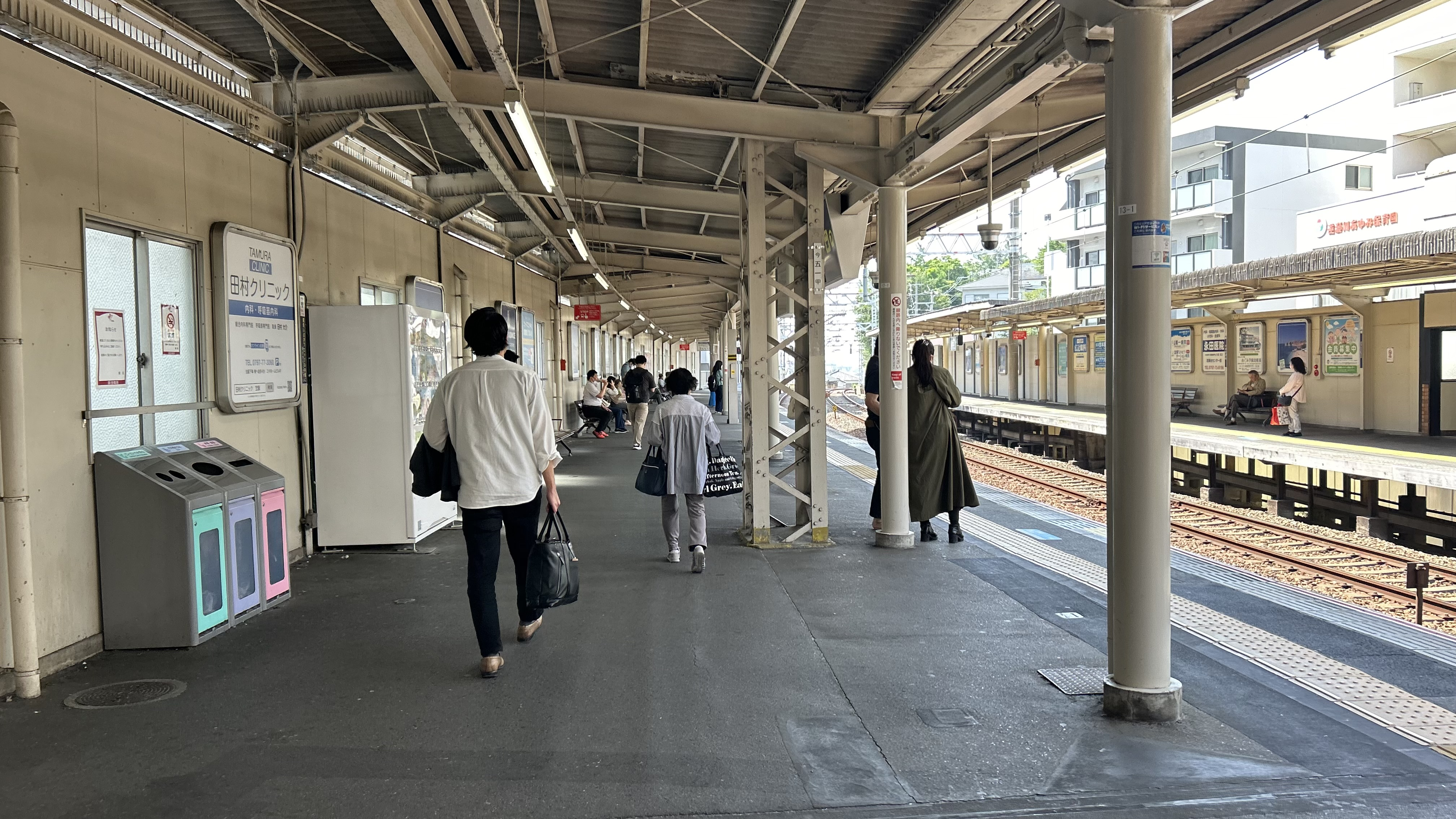
西宮北口方面ホーム
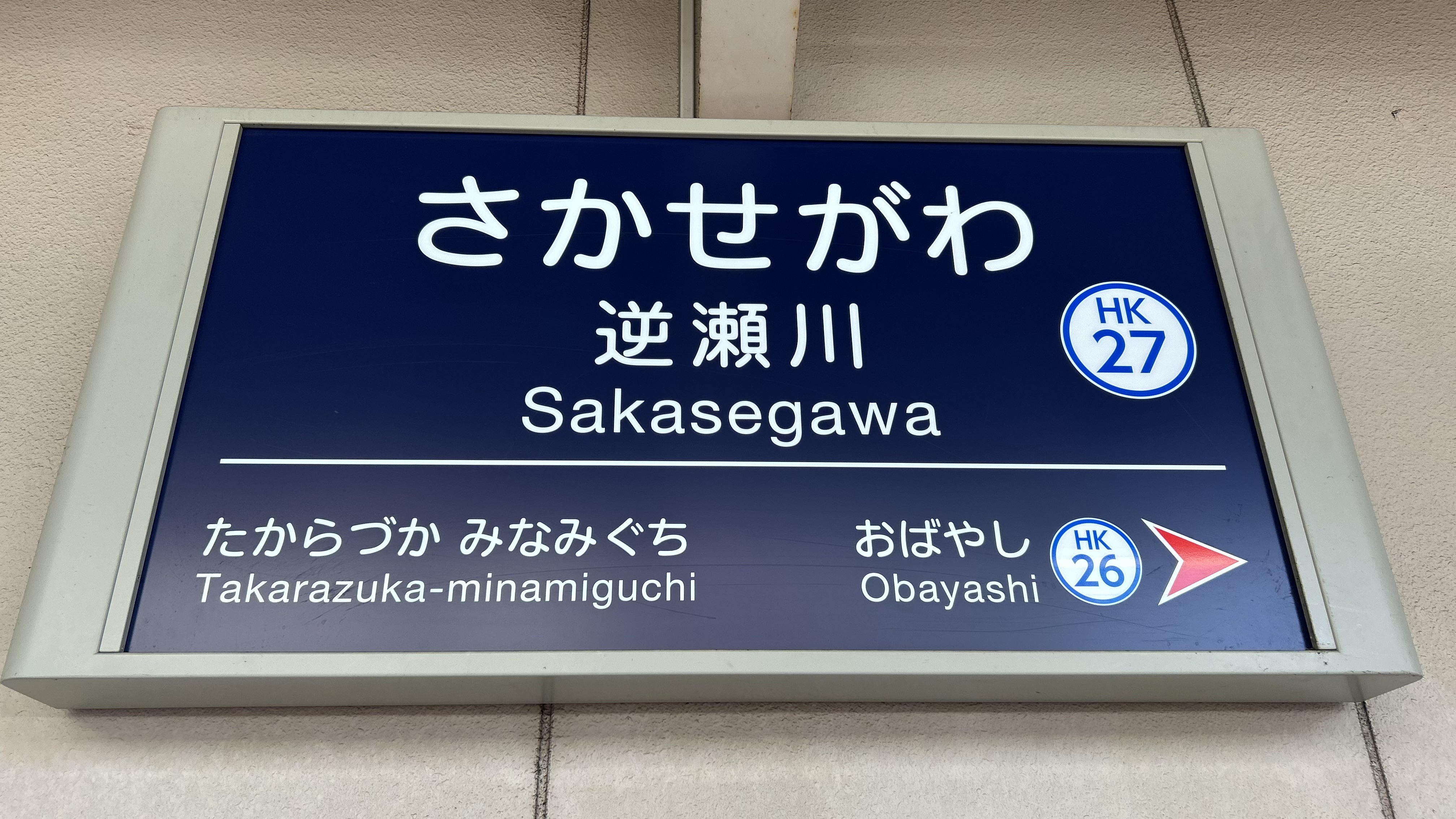
駅名標

## ダイヤ
上下とも、毎時6本が発着する。

## 利用状況
2021年の通年平均の乗降人員は19,344人である。。
近年の1日乗降・乗車人員の推移は下記の通り。
| 年次               | 乗降人員 | 乗降人員 | 乗降人員   | 乗車人員 | 乗車人員 | 乗車人員   |
| 年次               | 平日平均 | 通年平均 | 11月特定日 | 平日平均 | 通年平均 | 11月特定日 |
| ------------------ | -------- | -------- | ---------- | -------- | -------- | ---------- |
| 1996年（平成08年） |          |          | 32,370     |          |          | 16,127     |
| 1997年（平成09年） |          |          | 32,657     |          |          | 16,087     |
| 1998年（平成10年） |          |          | 31,877     |          |          | 15,722     |
| 1999年（平成11年） | -        | -        | -          | -        | -        | -          |
| 2000年（平成12年） |          |          | 30,859     |          |          | 16,305     |
| 2001年（平成13年） |          |          | 29,235     |          |          | 14,682     |
| 2002年（平成14年） |          |          | 28,063     |          |          | 14,049     |
| 2003年（平成15年） |          |          | 26,481     |          |          | 13,028     |
| 2004年（平成16年） |          |          | 28,934     |          |          | 14,251     |
| 2005年（平成17年） |          |          | 25,943     |          |          | 12,807     |
| 2006年（平成18年） |          |          | 26,173     |          |          | 12,947     |
| 2007年（平成19年） | 25,654   |          | 25,543     | 12,773   |          | 12,568     |
| 2008年（平成20年） | 26,042   |          | 26,154     | 12,969   |          | 12,842     |
| 2009年（平成21年） | 25,510   |          | 25,707     | 12,687   |          | 12,659     |
| 2010年（平成22年） | 25,796   |          | 25,384     | 12,811   |          | 12,482     |
| 2011年（平成23年） | 26,422   |          | 27,174     | 13,130   |          | 13,398     |
| 2012年（平成24年） | 26,766   |          | 26,640     | 13,295   |          | 13,066     |
| 2013年（平成25年） | 26,987   |          | 28,088     | 13,390   |          | 13,821     |
| 2014年（平成26年） | 27,364   |          | 27,604     | 13,573   |          | 13,751     |
| 2015年（平成27年） | 27,714   |          | 27,714     | 13,743   |          | 13,743     |
| 2016年（平成28年） | －       | 24,483   | 27,897     | －       | 12,147   | 13,835     |
| 2017年（平成29年） | －       | 24,614   | 27,914     | －       | －       | 13,835     |
| 2018年（平成30年） | －       | 24,284   | 27,514     | －       | －       | 13,626     |
| 2019年（令和元年） | －       | 24,500   | 28,024     | －       | －       | 13,865     |
| 2020年（令和2年）  |          | 18,745   |            |          |          |            |
| 2021年（令和3年）  |          | 19,344   |            |          |          |            |

## 駅周辺
駅北側を東流する逆瀬川の河岸に沿って両岸に豪壮な邸宅建築が建ち並んでおり、阪神間の高級住宅地の一角を占めている。

### その他
宝塚市立病院、宝塚郵便局、宝塚市立総合体育館・武道館、宝塚市立スポーツセンター方面へのバス路線も発着し、宝塚市役所、宝塚市消防本部など、宝塚市官庁への最寄駅でもある。
- 宝塚市役所[2] - 徒歩で10 - 15分程度。阪急バスも運行されている。
- 末広中央公園（防災公園）
- 宝塚市立勤労市民センター[2]
- 宝塚市末広体育館
- 宝塚市消防本部[2]（西消防署）
- 宝塚保健所[2]
- 宝塚逆瀬川郵便局
- 宝塚病院
- イトーピア - 旧宝塚市役所の跡地。
- 宝塚西高校、宝塚高校（専用バスが発着）
- 宝塚ゴルフ倶楽部 - 宝塚ホテルの社交倶楽部であった「宝塚倶楽部」のゴルフ部門が独立したもの。[2]
- 伊和志津神社 - 加藤清正が文禄・慶長の役で朝鮮から持ち帰った虎を境内で飼育したと伝えられる、宝塚随一の古社。

## バス路線
「阪急逆瀬川駅」バス停があり、阪急バスの路線が乗り入れる。バス乗り場は駅東側と西側に分かれる。2022年4月30日現在

### 西口
- 1番のりば（光が丘北系統）
  - 171系統　光が丘北 行
  - 172・173系統　光が丘北 行（野上三丁目を経由しない）
- 3番のりば（甲山・逆瀬台系統）
  - 102系統　逆瀬台センター（県立宝塚高校前） 行（逆瀬川団地・宝塚西高校前経由）
  - 103系統　宝塚西高校前 行（逆瀬川団地経由）
  - 104系統　エデンの園 行（逆瀬川団地・宝塚西高校前経由）
- 4番のりば（光が丘北系統）
  - 101系統　逆瀬台センター（県立宝塚高校前） 行（逆瀬川団地経由）
- 5番のりば
  - 宝塚西高校前 行（逆瀬川団地経由・生徒専用）

### 東口
- 6番のりば（武庫川線）
  - 35系統　阪急仁川駅 行（宝塚市役所前・新明和前・東蔵人・競馬場経由）
- 7番のりば（宝塚市内線）
  - 75系統　五月台五丁目 行（宝塚市役所・宝塚市立病院（玄関前）・宝塚営業所・売布東の町経由）
  - 73系統　阪急山本駅（南口） 行（宝塚市役所・宝塚市立病院（国道）・宝塚営業所・JR中山寺駅（南口）経由）
  - 76系統　宝塚営業所前 行（宝塚市役所・宝塚市立病院（国道）経由）
  - 77系統　野里 循環（宝塚市役所・宝塚市立病院（玄関前）・宝塚営業所・JR中山寺駅（南口）・阪急山本駅経由）
  - 80系統　宝塚営業所前 行（宝塚市役所前・総合福祉センター前・中野住宅前・安倉中三丁目経由）
  - 81系統　宝塚駅 行（宝塚市役所前・宝塚市立病院（玄関前）・宝塚警察署前・歌劇場前経由、平日のみ）
  - 83系統　中野住宅前方面 行（宝塚市役所→宝塚市立病院（玄関前）→安倉中三丁目→中野住宅前→総合福祉センター前方面、朝1便のみ）

## 隣の駅
阪急電鉄
■今津線
■準急（大阪梅田行きのみ運転）・■普通
宝塚南口駅 (HK-28) - 逆瀬川駅 (HK-27) - 小林駅 (HK-26)